# ویروناس
شهر ویروناس در استان آتیک در کشور یونان واقع شده است که دارای جمعیت ۶۲٬۲۶۹  نفر می‌باشد.